# Lajos Tarczy
Lajos Tarczy (6. prosince 1807 Chotín – 20. března 1881 Vídeň), byl maďarský pedagog a filozof.

## Život
Lajos Tarczy studoval teologii a filozofii v Pápě, poté pokračoval ve studiích ve Vídni a Berlíně. Od roku 1833 až do své smrti učil na koleji v Pápě, kromě toho v roce 1837 založil tiskárnu. Tarczy napsal několik přírodovědných učebnic, s nimiž se podílel na rozvoji maďarštiny. Jako uznání jeho práce ho Maďarská akademie věd zvolila v roce 1838 za člena korespondenta a poté v roce 1840 za řádného člena. S hrabětem Istvánem Széchenyim udržoval osobní vztah a vzorový statek, který viděl na jeho panství v Nagycenku, na něj zapůsobil natolik, že vytvořil podobný v Pápě. Sloužil jako armádní důstojník ve válce za nezávislost a po její porážce žil pouze pro vědu a své povolání učitele. Pápa se stala v té době významným školním městem, kde studovali například Sándor Petőfi, Mór Jókai, či Soma Orlay Petrič.

## Dílo (výběr)
- Népszerű égrajz. (Astronomia popularis) (1838)
- Természettan. Az alkalmazott mathesissel egyesülve a haladás jelen lépcsője szerint nyilvános tanításaira szintúgy mint magános tanulásra kézikönyvül dolgozta (1838, 1843, 1862)
- Tiszta mértan elemei. Természettani kézikönyvére bevezetésül... (1841)